# 麥金托什 (喬治亞州)
麥金托什（英語：McIntosh）是位於美國喬治亞州利柏提縣的一個非建制地區。該地的面積和人口皆未知。

## 地理
麥金托什的座標為31°49′33″N 81°31′25″W / 31.82583°N 81.52361°W，而該地的平均海拔高度為5米（即16英尺）。